# Мануел Азања
Мануел Азања Дијаз (шп. Manuel Azaña Díaz; Алкала де Енарес, Покрајина Мадрид, 10. јануар 1880 — Монтобан, 3. новембар 1940) био је шпански политичар. Био је председник шпанске владе у два мандата (1931—1933 и 1936) и последњи председник Шпаније (1936—1939). За време његовог председничког мандата избио је Шпански грађански рат. Након пропасти Друге шпанске републике побегао је у Француску, где је и умро. Остао је упамћен као први политичар који је увео обавезно здравствено осигурање за све раднике и смањио утицај Римокатоличке цркве укидањем црквених школа и повећањем броја државних секуларних школа.